# Xã Rich Valley, Quận McLeod, Minnesota
Xã Rich Valley (tiếng Anh: Rich Valley Township) là một xã thuộc quận McLeod, tiểu bang Minnesota, Hoa Kỳ. Năm 2010, dân số của xã này là 694 người.